# Eurídice de Argos
En la mitología griega, Eurídice (en griego antiguo: Εὐρυδίκη, Eurydíke; «amplia justicia») era la esposa "de bellas mejillas" de Acrisio, rey de Argos. La dócil Eurídice, "bien adaptada a los sentimientos de su esposo", dio a luz en el palacio a Dánae de hermosos tobillos, que a su vez fue madre de Perseo, "violento consejero del miedo". Por su abolengo Eurídice pertenecía a la estirpe lacedemonia, pues era la hija de Lacedemón y Esparta, los legendarios fundadores de Esparta, y era hermana, por lo tanto, de Amiclas.
En otras fuentes tardías a la esposa de Acrisio se la llama Aganipe pero por lo demás sigue figurando también como madre de Dánae.